# Paysage culturel des ǂKhomani
 (juin 2018).
Si vous disposez d'ouvrages ou d'articles de référence ou si vous connaissez des sites web de qualité traitant du thème abordé ici, merci de compléter l'article en donnant les références utiles à sa vérifiabilité et en les liant à la section « Notes et références ».
Le paysage culturel des ǂKhomani se situe à la frontière entre l'Afrique du Sud, le Botswana et la Namibie.

## Historique
Ce lieu contient des traces d'occupation humaine depuis l'âge de pierre. Les ǂKhomani San, peuple nomade adaptés aux conditions de vie du désert par ses connaissances ethnobotaniques y sont associés.
Le site est inscrit au patrimoine mondial de l'UNESCO, pour sa composante sud-africaine, depuis 2017 en tant que site culturel.